# Jan XII (papież)
Jan XII (łac. Ioannes XII, właśc. Oktawian, ur. ok. 937, zm. 14 maja 964) – papież w okresie od 16 grudnia 955 do 4 grudnia 963 i od lutego 964 do kwietnia 964.

## Życiorys

### Przed wyborem na papieża
Urodził się w Rzymie, jako Oktawian, syn Alberyka II; pochodził z rodu Tusculum. Na wyraźną prośbę swojego ojca (co było pogwałceniem dekretu Symmachusa z 499 roku) został wybrany papieżem w wieku osiemnastu lat. Oktawian, w chwili wyboru miał już święcenia kapłańskie; przyjął imię Jan XII.

### Pontyfikat
Jan sprawował zarówno władzę duchową, jak i świecką, jednak nie interesował się sprawami duchownymi – źródła podają, że zamienił Pałac Laterański w dom publiczny. Był najmłodszym papieżem w historii Kościoła. Za jego pontyfikatu rozpoczął się nowy okres w dziejach Państwa Kościelnego (papiestwa) – związek ze Świętym Cesarstwem Rzymskim. Jan XII, w zamian za pomoc w odzyskaniu Kapui i Benewentu, koronował króla Niemiec Ottona I na cesarza (2 lutego 962), któremu całkowicie się podporządkował pod naciskiem rzymskiej opozycji. Państwo Kościelne odzyskało utracone ziemie, ale cesarz zawiódł papieża, bo wprowadzając „przywilej Ottoniański”, przywrócił obowiązek składania przez kolejnych następców św. Piotra przysięgi na wierność cesarzowi, a także konieczność zatwierdzania wybranego kandydata przez cesarza.
Jan XII nadał paliusze arcybiskupom: Canterbury – Dunstanowi i Yorku – Oksydelowi. W kwestii chrystianizacji Słowian, papież podporządkował przyszłe biskupstwa arcybiskupstwu magdeburskiemu, które miało mieć wkrótce nadany status metropolii.

### Abdykacja
W pierwszej połowie X wieku w klasztorze benedyktynów w opactwie w Cluny zaczęto głośno mówić o potrzebie reformy Kościoła. Podczas swojego pontyfikatu Jan XII zaczął spiskować z Berengarem i jego synem Adalbertem, a także z Węgrami, przeciwko Ottonowi. Zirytowany tym cesarz przybył do Rzymu i zajął miasto 1 listopada 963, natomiast papież uciekł do Tivoli, plądrując wcześniej skarbiec kościelny. Pięć dni później, Otton zwołał kler rzymski i przeprowadził synod, na którym oskarżono zaocznie Jana XII o zdradę, morderstwo i nieobyczajność. Ponieważ Jan, pomimo wielu wezwań, nie stawił się, by złożyć wyjaśnienia, synod złożył go z urzędu 4 grudnia 963 i zastąpił go Leonem VIII, który został wyświęcony dwa dni później.

### Powrót i śmierć
3 stycznia 964 roku Jan powrócił do Rzymu i wywołał powstanie, które zostało krwawo stłumione. Jednak, gdy pod koniec stycznia cesarz Otton wyjechał, w lutym Jan ponownie wstąpił na Stolicę Piotrową, zmuszając Leona do ucieczki. Wobec swoich przeciwników Jan zastosował ciężkie represje, anulował święcenia Leona VIII i dekrety cesarskie na synodzie 26 lutego 964. Jednak wkrótce potem Otton powrócił do Rzymu, co w kwietniu zmusiło Jana do ucieczki do Kampanii, gdzie miał umrzeć miesiąc później na atak serca.
Okoliczności śmierci są jednak niepewne. Istnieje legenda mówiąca, że zmarł na udar mózgu w trakcie cudzołóstwa. Według innych podań został zabity przez męża kobiety, z którą dopuścił się cudzołóstwa.
Był ostatnim papieżem okresu pornokracji.